# 曼苏尔·哈立德
曼苏尔·哈立德·穆罕默德·阿卜杜勒·马吉德（阿拉伯语：‎，1931年1月17日—2020年4月22日），苏丹政治人物，前外交部长。

## 生平
1931年生于英埃苏丹恩图曼。1957年毕业于喀土穆大学法学系，3年后在美国宾夕法尼亚大学沃顿商学院取得法学硕士学位，后又在法国巴黎大学获得哲学博士学位。曾在科罗拉多大学就国际法、比较法和国际援助法举行讲座。回到苏丹后，他在法鲁克·阿布·伊萨的律师事务所工作，也曾担任法新社喀土穆记者。1969年，加法尔·尼迈里政变后，他担任新政府的青年和社会事务部长。
1971年10月，他出任外交部长。1972年2月，担任联合国安理会二月份轮值主席。1972年3月，在埃塞俄比亚首都亚的斯亚贝巴与苏丹南部代表约瑟夫·拉古正式签订苏丹南部地区自治协议。1975年1月，改任教育部长。1977年，担任负责协调事务的总统助理兼外交部长。
1978年离开苏丹前往美国，在伍德罗·威尔逊国际学者中心担任研究员。1980年代曾担任布伦特兰委员会（世界环境与发展委员会）第一副主席。1985年加法尔·尼迈里下台后，他出版了许多关于苏丹政治的书籍。2020年4月22日逝世。

## 外交
1973年10月，率领苏丹民主共和国友好代表团访华。1977年6月，跟随苏丹民主共和国政府代表团访华。